# 科索沃宪法
科索沃共和國憲法於2008年6月15日正式生效。在此之前，科索沃臨時政府是按照2001年批准、依據聯合國安理會第1244號決議制訂的臨時憲法運作的。
塞爾維亞政府將科索沃視為該國的一部分，拒絕承認科索沃的憲法及獨立地位。此一主權爭議乃自20世紀末南斯拉夫解體開始，當時塞爾維亞是南斯拉夫的一部分。

## 2008年憲法
新憲法的草案在2008年4月公佈，當中許多條款源自於阿赫蒂薩里計劃（Ahtisaari plan），包括保障少數團體的權益和提供科索沃公民更安全的生活環境。
科索沃憲法在2008年4月9日批准，並於同年4月15日生效。由於聯合國安理會沒有宣佈結束科索沃任務，聯合國科索沃臨時行政當局特派團暫時不會離開科索沃。而因為新憲法沒有在科索沃的塞爾維亞裔居住地實施，新憲法的生效事實上已使科索沃共和國分裂。
新憲法的前言：
|  | 我們科索沃的人們，決心將未來的科索沃建立成一個自由、民主、愛好和平的國家，作為所有人民的家園。我們致力於建立一個保障所有公民權利、公民自由、法律平等的自由國度，努力創造科索沃的經濟和社會繁榮，深信科索沃會與鄰國維持友好合作關係、鞏固區域與整個歐洲的穩定，並將為成為國際愛好和平諸國家中有尊嚴的一員，積極參與歐洲統合的工作。我們鄭重地同意這部科索沃共和國憲法。 |

這部憲法有14章162條，其中規定「科索沃共和國不得對他國或他國的一部分主張主權或合併」，阻擋了與阿爾巴尼亞或塞爾維亞的阿爾巴尼亞裔居住地合併的聲音。憲法第八條也規定世俗政府必須宗教中立。

## 歷史
1913年，塞爾維亞根據倫敦條約和布加勒斯特條約取得了科索沃的主權。1918年，南斯拉夫王國由摩拉瓦河省、澤塔河省、發達河省組成。
1946年，塞爾維亞成立「科索沃─梅多奇亞自治區」（Kosovan-Metochian area）。而1963年南斯拉夫憲法明定「科索沃與梅多奇亞」（Kosovo and Metochia）是塞爾維亞社會主義共和國下轄的一個自治省，該省於1968年更名「科索沃」。
1974年的科索沃省憲是科索沃的第一部憲法。同年南斯拉夫聯邦憲法給予科索沃和伏伊伏丁那（兩個塞爾維亞下轄的自治省）共和國的同等權利。塞爾維亞為此數度尋求修改聯邦憲法，將科索沃重新納入塞爾維亞的統治，但沒有得到聯邦所有成員共和國的支持。
由於1980年代阿爾巴尼亞裔人士不斷地要求科索沃的共和國地位，塞爾維亞在1990年通過新憲法，將科索沃更名為「科索沃與梅多奇亞」（Kosovo and Metochia），並使其從高度自治回復到1946年自治區的狀態。對此，科索沃省議會於1990年7月2日發表獨立宣言，主張阿爾巴尼亞人是南斯拉夫聯邦內的一個民族，有權自決，宣佈脫離塞爾維亞成為南斯拉夫的一個成員共和國。1991年南斯拉夫憲法法庭判決科索沃獨立違憲，因為根據1974年聯邦憲法，省的地位變更需要修改聯邦憲法和成員共和國憲法，而且阿爾巴尼亞人也不是憲法規定的南斯拉夫聯邦的組成民族，沒有自決的權利。塞爾維亞也在1990年7月5日解散科索沃省政府和省議會來回應獨立的舉動。同一天，阿裔人士也宣佈科索沃共和國自塞爾維亞共和國獨立，頒佈了科索沃憲法。

## 外部連結
- Official Website for the Constitution of Kosovo (2008) （页面存档备份，存于）
- Constitutions of Kosovo (2008) in several languages
- HTML version of the Constitutional Framework (UNMIK/REG/2001/9) in English （页面存档备份，存于）